# Viitasaari (ö i Birkaland, Tammerfors, lat 61,95, long 23,76)
Viitasaari är en ö i Finland. Den ligger i sjön Kuusijärvi och i kommunen Ylöjärvi i den ekonomiska regionen Tammerfors och landskapet Birkaland, i den södra delen av landet, 210 km norr om huvudstaden Helsingfors. Öns area är 9,4 hektar och dess största längd är 0,5 kilometer i sydöst-nordvästlig riktning.